# Bukan
Bukan (kurdî: Bokan) er en by i det nordvestlige Iran, øst for Urmiasøen. Den ligger i provinsen Vest-Aserbajdsjan og har 150 000 indbyggere (2006).170 000 indbyggere (2012)